# Issyk-Kul
Issyk Kul (tên khác gồm có:Ysyk Köl, Issyk-Kol: tiếng Kyrgyz: Ысык - Көл [ɯsɯqkœl]; tiếng Nga: Иссык-Куль) là một hồ lòng chảo nội lục ở vùng núi phía bắc dãy núi Thiên Sơn ở phía đông Kyrgyzstan. Nó là hồ có độ sâu lớn thứ bảy thế giới, lớn thứ mười trên thế giới theo thể tích và là hồ nước mặn lớn thứ hai sau biển Caspi. Mặc dù nó được bao quanh bởi những đỉnh núi phủ tuyết trắng, nó không bao giờ bị đóng băng ; vì thế tên của nó, có nghĩa là "hồ nước nóng" trong tiếng Kyrgyz. Hồ là một khu Ramsar đa dạng sinh học có ý nghĩa toàn cầu (Ramsar Site RDB Mã 2KG001) và tạo thành một phần của khu dự trữ sinh quyển Issyk-Kul. Hồ là địa điểm của khu đô thị cổ đại 2500 năm trước đây, và khai quật khảo cổ đang được tiến hành.
Tiếng Việt còn gọi hồ này là Nhiệt Hải.

## Địa lí

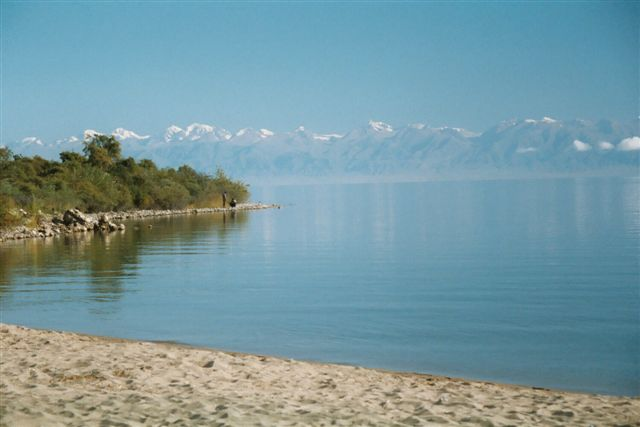
Bờ nam hồ Issyk Kul

Hồ Issyk-Kul dài 182 km (113 mi), rộng tới 60 km (37 mi) và diện tích của nó là 6.236 km2 (2.408 dặm vuông). Đây là hồ trên núi lớn thứ hai trên thế giới sau Hồ Titicaca ở Nam Mỹ. Nó ở độ cao 1.607 mét (5.272 ft) và đạt độ sâu 668 mét (2.192 ft). 

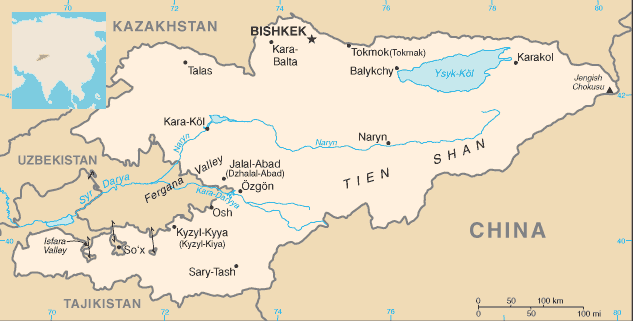
Bản đồ của Kyrgyzstan cho thấy Issyk-Kul ở phía bắc

Khoảng 118 sông suối chảy vào hồ; lớn nhất là Djyrgalan và Tyup. Nó được hình thành chủ yếu từ suối, bao gồm nhiều suối nước nóng và tuyết tan. Hồ không có lối thoát hiện tại, nhưng một số nhà thủy văn học đưa ra giả thuyết nước của hồ lọc sâu dưới lòng đất vào sông Chuy. Đáy hồ chứa khoáng chất monohydrocalcite: một trong số ít lacustrine được biết đến.
Bờ phía nam của hồ bị chi phối bởi dãy Teskey Ala-Too tuyệt đẹp của dãy núi Thiên Sơn. Kungey Alatau của Thiên Sơn chạy song song với bờ phía bắc.
Độ mặn của nước hồ xấp xỉ. 0,6% - so với độ mặn 3,5% của nước biển thông thường - và, mặc dù mực nước hồ hiện vẫn cao hơn khoảng 8 mét (26 ft) so với thời trung cổ, mức độ của nó hiện giảm khoảng 5 cm (2,0 in) mỗi năm do dẫn nước.
Về mặt hành chính, hồ và vùng đất liền kề nằm trong khu vực vùng Issyk-Kul của Kyrgyzstan.

## Du lịch

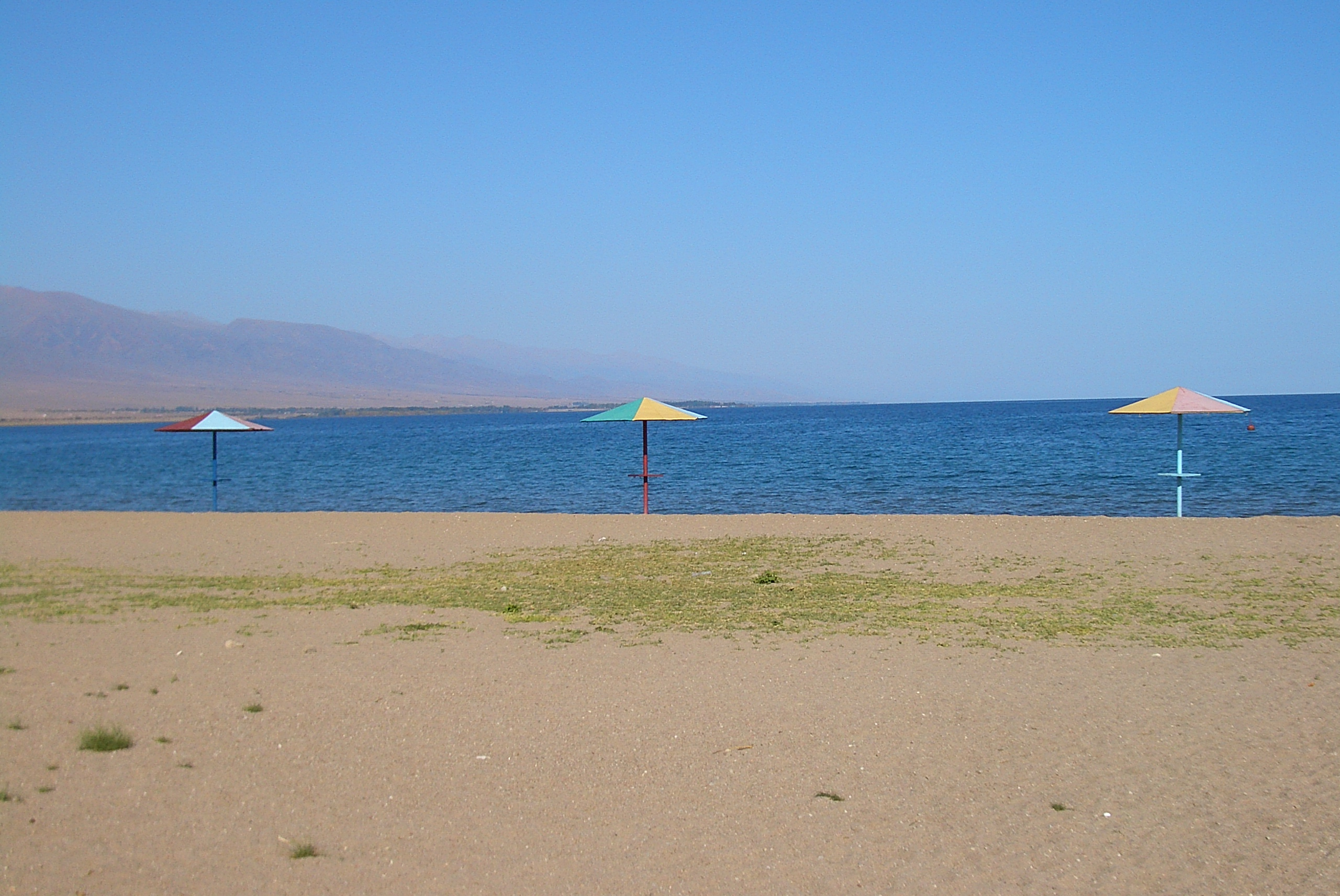
Bãi tắm ở Koshkol

Trong thời kỳ Xô Viết, hồ trở thành một khu nghỉ mát nổi tiếng, với vô số nhà vệ sinh, nhà trọ và nhà nghỉ dọc bờ biển phía bắc, nhiều nơi tập trung trong và xung quanh thị trấn Cholpon-Ata. Chúng rơi vào thời kỳ khó khăn sau khi Liên Xô tan rã, nhưng hiện tại các khu phức hợp khách sạn đang được tân trang lại và dịch vụ cho thuê giường ngủ và bữa sáng riêng tư đơn giản đang được thiết lập cho một thế hệ du khách mới về sức khỏe và giải trí.
Thành phố Karakol (trước đây là Przhevalsk, lấy tên nhà thám hiểm người Nga Przhevalsky, người đã qua đời ở đó) là trụ sở hành chính của Vùng Issyk-Kul của Kyrgyzstan. Nó nằm gần mũi phía đông của hồ và là một cơ sở tốt cho các chuyến du ngoạn vào khu vực xung quanh. Lõi cũ nhỏ của nó chứa một thánh đường Hồi giáo bằng gỗ ấn tượng, được xây dựng mà không có đinh kim loại của người Dungan, và một nhà thờ Chính thống bằng gỗ được sử dụng như một nơi ổn định trong thời Xô Viết.

## Lịch sử

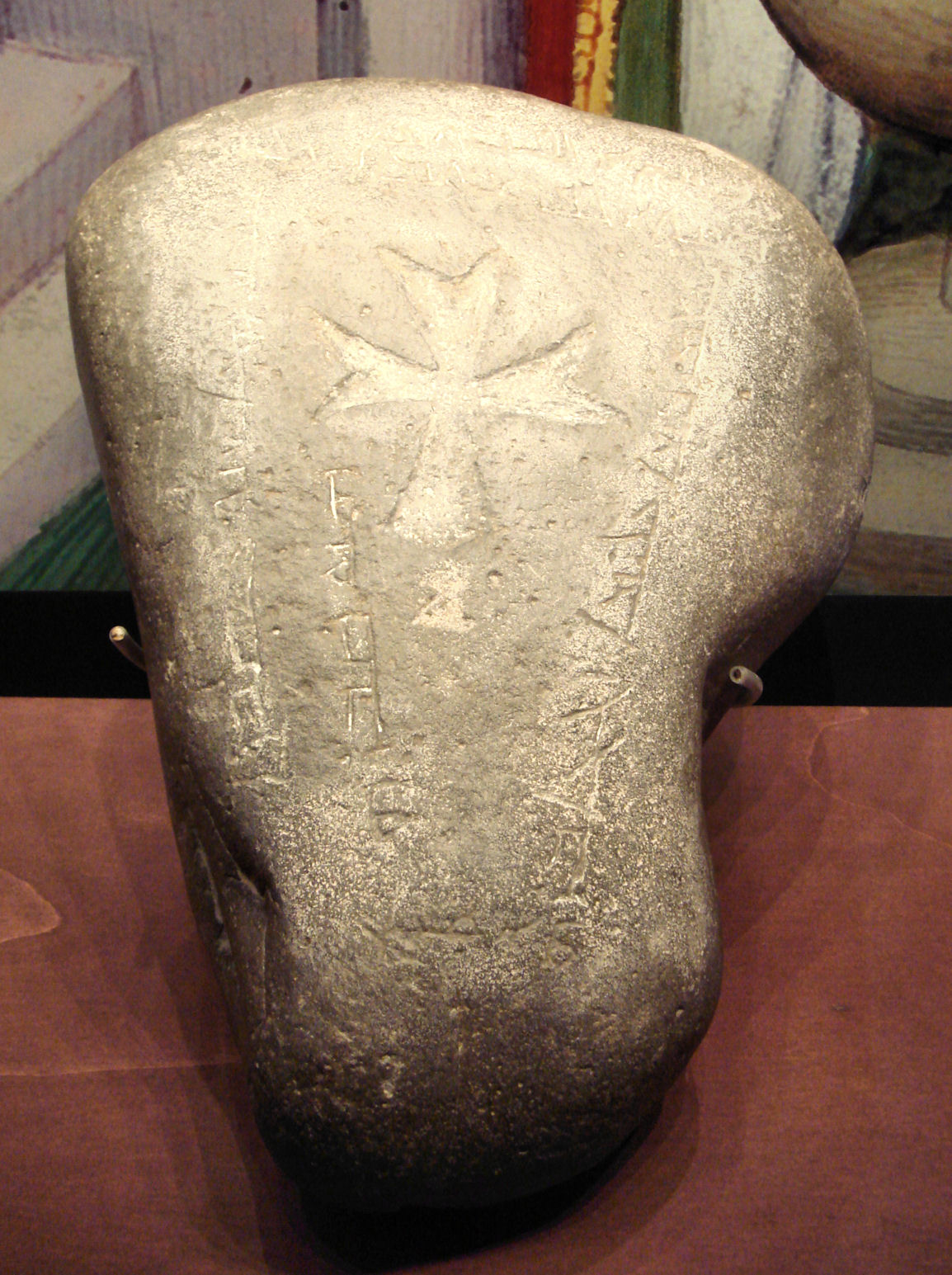
Bia mộ Cảnh giáo với chữ khắc của Uyghur, được tìm thấy ở Issyk-Kul, ngày 1312

Hồ Issyk-Kul là điểm dừng chân trên Con đường tơ lụa, một tuyến đường bộ dành cho khách lữ hành từ Viễn Đông đến Châu Âu. Nhà sư học giả vĩ đại của Trung Quốc Huyền Trang đã đi ngang qua hồ này và ghi chú các chi tiết trong tác phẩm cổ điển Kỷ lục của Đại Đường về các khu vực phương Tây trong thế kỷ thứ 7. Hồ từng thuộc quyền sở hữu của nhà Thanh Trung Quốc và được nhượng lại cho Nga - cùng với lãnh thổ xung quanh - sau Hiệp ước Tarbagatai. Nhiều nhà sử học tin rằng hồ là điểm khởi đầu của Cái Chết Đen đã gây ra thảm họa cho cả châu Âu và châu Á trong đầu thế kỷ và giữa thế kỷ 14. Tình trạng của hồ như một lối đi dành cho khách du lịch cho phép bệnh dịch lây lan qua các lục địa này thông qua các thương nhân thời Trung Cổ, những người vô tình mang vermin bị nhiễm khuẩn cùng với họ.
Mực nước hồ cao hơn khoảng 8 mét (26 ft) so với thời trung cổ. Các thợ lặn đã tìm thấy phần còn lại của các khu định cư ngập nước ở các khu vực nông quanh hồ. Vào tháng 12 năm 2007, một báo cáo đã được công bố bởi một nhóm các nhà sử học người Kyrgyz, dẫn đầu bởi Vladimir Ploskikh, phó chủ tịch của Viện hàn lâm Khoa học Kyrgyzstan, rằng các nhà khảo cổ học đã phát hiện ra phần còn lại của nền văn minh tiên tiến có niên đại 2500 năm trước dưới đáy hồ. Các dữ liệu và hiện vật thu được cho thấy rằng thành phố cổ là một đô thị thời đó. Khám phá này bao gồm những bức tường rộng, một số trải dài 500 mét (1.600 ft) và dấu vết của một thành phố lớn với diện tích vài km2. Những phát hiện khác bao gồm các xác ướp chôn vùi của người Scythia bị xói mòn qua nhiều thế kỷ bởi sóng và nhiều cổ vật được bảo quản tốt, bao gồm battleaxes bằng đồng, đầu mũi tên, dao găm tự mài, các vật thể bị vứt bỏ bởi thợ rèn, đúc khuôn và tiền.
Các bài báo được xác định là đồng tiền còn tồn tại lâu đời nhất thế giới đã được tìm thấy dưới nước, với các vòng dây vàng được sử dụng như một thay đổi nhỏ và một khối vàng hình lục giác lớn. Cũng được tìm thấy là một cái vạc bằng đồng với trình độ thủ công ngày nay đạt được bằng cách sử dụng môi trường khí trơ.
Vào năm 1916, tu viện tại Issyk-Kul đã bị tấn công bởi các phiến quân người Kyrgyz và bảy tu sĩ đã bị giết.

## Môi trường

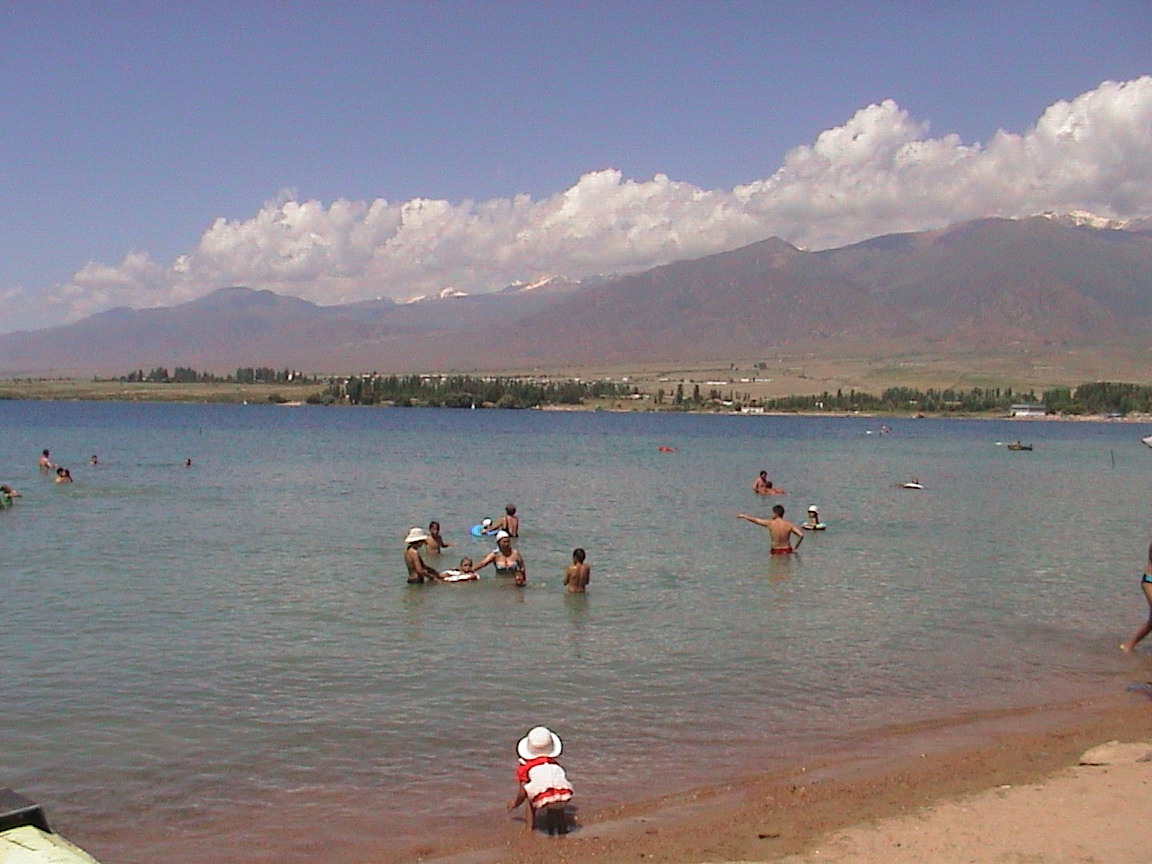
Bãi tắm Issyk-Kul (2002)

### Khu vực được bảo vệ đặc biệt
Khu bảo tồn thiên nhiên đầu tiên ở Kyrgyzstan, Khu bảo tồn quốc gia Issyk-Kul được thành lập vào năm 1948 để bảo vệ cảnh quan thiên nhiên độc đáo và thủy cầm tại Issyk-Kul. Năm 1975, nó được công nhận là một địa điểm Ramsar. Khu dự trữ sinh quyển Issyk-Kul được bảo vệ bởi Mạng dự trữ sinh quyển thế giới của UNESCO được thành lập vào năm 2000 trong biên giới hành chính của Vùng Issyk-Kul.

### Cá
Hồ chứa đa dạng sinh học cá đặc hữu cao, và một số loài, bao gồm bốn loài đặc hữu, đang bị đe dọa nghiêm trọng. Trong những năm gần đây, sản lượng đánh bắt làm tất cả các loài cá đã giảm rõ rệt, do sự kết hợp của việc đánh bắt quá mức, săn mồi nặng nề của hai trong số các loài được giới thiệu và việc chấm dứt hồ nước với cá con từ trại giống. Ít nhất bốn loài cá đặc hữu được nhắm mục tiêu thương mại đã bị đe dọa đủ để được đưa vào Sách đỏ của Cộng hòa Kyrgyzstan: dace Schmidt (Leuciscus schmidti), Issyk-Kul dace (Leuciscus bergi), marinka (Schizothorax), osman (Diptychus dybovskii). Bảy loài đặc hữu khác gần như chắc chắn bị đe dọa là do đánh bắt hoặc bị ảnh hưởng gián tiếp bởi hoạt động đánh bắt và thay đổi cấu trúc và sự cân bằng của quần thể cá hồ.
Cá hồi Sevan, một loài cá đặc hữu của hồ Sevan ở Armenia, được đưa vào Issyk-Kul vào những năm 1970. Mặc dù loài cá này là một loài có nguy cơ tuyệt chủng trong hồ "nhà" của nó, nhưng nó có cơ hội sống sót tốt hơn ở hồ Issyk-Kul nơi nó đã tàn phá các loài bản địa.

## Truyền thuyết sáng tạo
Trong truyền thuyết tiền Hồi giáo, vua của Ossounes có đôi tai lừa. Ông ta sẽ giấu chúng, và ra lệnh cho từng thợ cắt tóc của mình cắt đi để che giấu bí mật của mình. Một thợ cắt tóc hét bí mật vào một cái giếng, nhưng sau đó anh ta không che giếng. Kết quả là nước giếng dâng lên và tràn ngập vương quốc. Vương quốc ngày nay nằm dưới vùng biển Issyk-Kul. Theo truyền thuyết, đây là cách hồ được hình thành. Các truyền thuyết khác nói rằng bốn thành phố bị chết đuối nằm dưới đáy hồ. Các phát hiện khảo cổ đáng kể cho thấy sự hiện diện của một nền văn minh tiên tiến trong thời cổ đại đã được thực hiện ở vùng nước nông của hồ.

## Địa điểm tập trận của Hải quân Nga
Trong thời kỳ Xô Viết, Hải quân Liên Xô đã vận hành một cơ sở rộng lớn ở cuối phía đông của hồ, nơi đánh giá công nghệ tàu ngầm và ngư lôi. Vào tháng 3 năm 2008, các tờ báo tiếng Slovak đã báo cáo rằng 866 ha (2.140 mẫu Anh) quanh bán đảo Karabulan sẽ được cho Hải quân Nga thuê trong một thời gian không xác định, dự định thành lập các cơ sở thử nghiệm hải quân mới như một phần của Thỏa thuận song phương năm 2007 về Tình bạn, hợp tác, giúp đỡ lẫn nhau và bảo vệ tài liệu bí mật. Quân đội Nga sẽ trả 4,5 triệu đô la hàng năm để cho thuê khu vực này. Ấn Độ cũng có kế hoạch đầu tư vào cơ sở này để thử nghiệm tất cả các loại ngư lôi như ngư lôi hạng nặng và những loại có hệ thống dẫn đường nhiệt. Một lợi thế khác hoạt động cho trung tâm thử nghiệm là ngư lôi được bắn cũng có thể được phục hồi cho phép các nhà khoa học xác minh vật lý cấu trúc ngư lôi để nghiên cứu thêm. Ấn Độ cũng đang lên kế hoạch sử dụng cơ sở thử nghiệm ngư lôi để thử nghiệm phương tiện tự động dưới nước đang được NSTL phát triển. Vì điều này, Ấn Độ đã đề xuất thu hút các công ty địa phương có bí quyết về công nghệ ngư lôi để tiếp tục hợp tác phát triển cơ sở này.

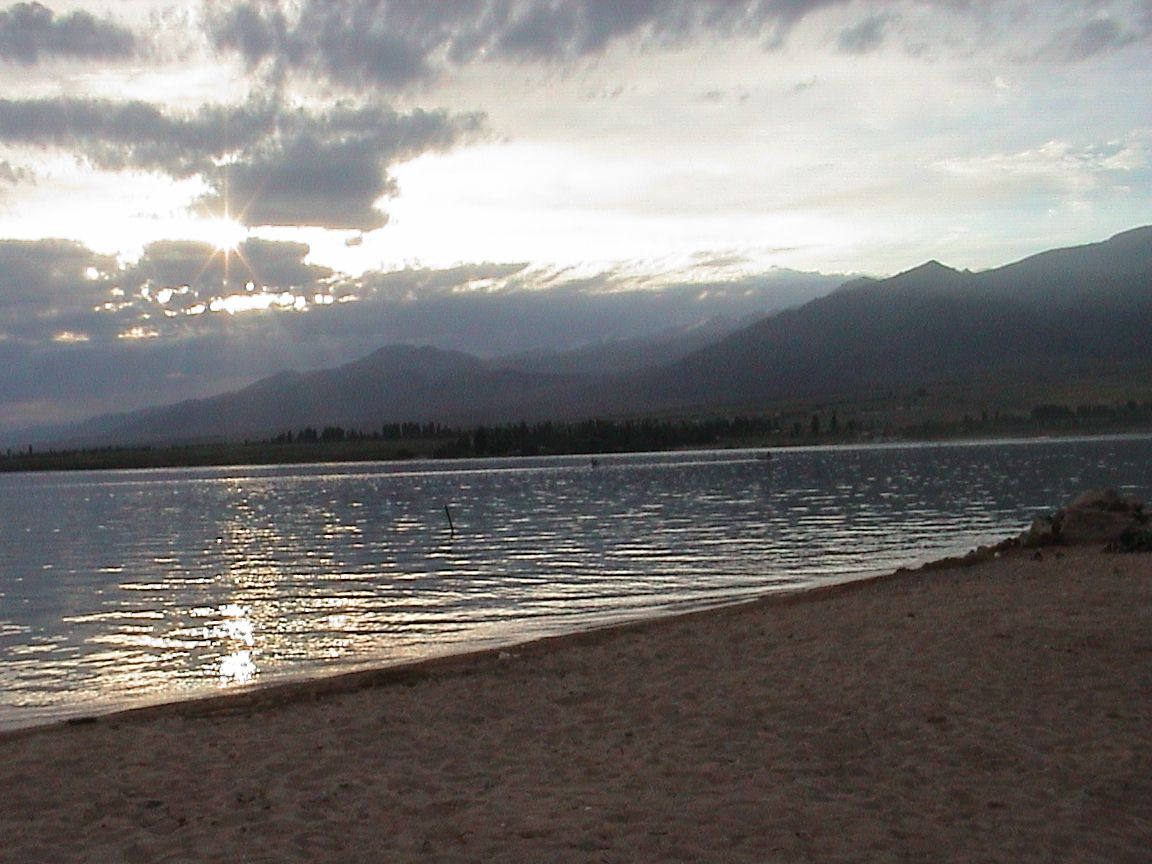
Issyk-Kul lúc mặt trời lặn (tháng 8 năm 2002)

## Những thị trấn quanh hồ
Các thị trấn và một số làng xung quanh hồ, được liệt kê theo chiều kim đồng hồ từ mũi phía tây của hồ:
- Balykchy (đầu đường sắt ở cuối phía tây của hồ)
- Koshkol
- Tamchy
- Cholpon-Ata (thủ đô của bờ bắc)
- Tyup
- Karakol (thủ phủ tỉnh gần cuối phía đông của hồ, trước đây có tên là Przhevalsk)
- Barskon